# خیرپور تامیوالی
خیرپور تامیوالی (به انگلیسی: Khairpur Tamiwali) یک شهر در پاکستان است که در ناحیه بهاول‌پور واقع شده‌است. خیرپور تامیوالی ۳۰۰٬۰۰۰ نفر جمعیت دارد.